# Parlament de les Illes Balears
El Parlament de les Illes Balears és segons l'Estatut la representació del poble de les illes. A més d'exercir el poder legislatiu, aprova els pressupostos, controla el govern i a més tria el president de les Illes Balears.
Té la seu al carrer del Conqueridor de Palma, a l'edifici de l'antic Círculo Mallorquín. La presidència l'ocupa Gabriel Le Senne des del 20 de juny de 2023.

## Història
L'antecedent immediat que cal cercar a la història per trobar un òrgan semblant és el Gran i General Consell malgrat que aquest no tenia rang de corts si bé n'exercia algunes funcions.
El Parlament Balear neix amb l'aprovació de l'autonomia el 1983.

## Ple del Parlament de les Illes Balears
El Ple del Parlament de les Illes Balears és la sessió que es desenvolupa al Parlament de les Illes Balears.
Segons la normativa:
| «                                                                    | El Ple del Parlament serà convocat pel President d'aquest, per iniciativa pròpia o a sol·licitud, almenys, d'un Grup Parlamentari o d'una cinquena part dels membres de la Cambra. 1. Els Diputats seuran a la sala de sessions d'acord amb la seva adscripció als grups parlamentaris i ocuparan sempre el mateix escó. 2. A la sala de sessions hi haurà un banc especial destinat als membres del Govern de la Comunitat Autònoma. 3. Només tendran accés a la sala de sessions, endemés de les persones indicades, els funcionaris del Parlament en l'exercici del seu càrrec i aquells que siguin expressament autoritzats pel President. | » |
| — Articles 53 i 54 del Reglament del Parlament de les Illes Balears. | |   |

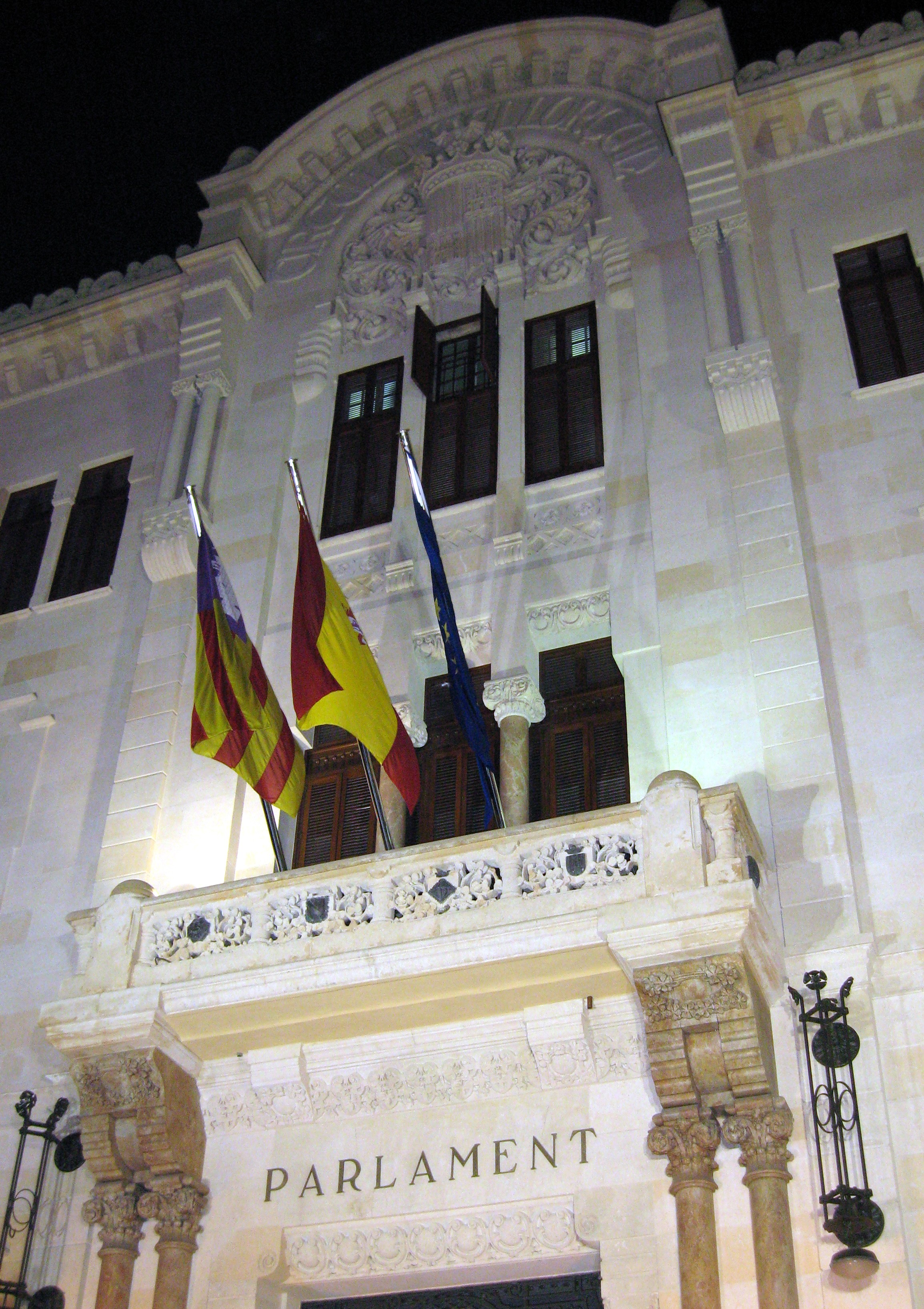
Seu del Parlament a Palma.

## Representació de cada illa

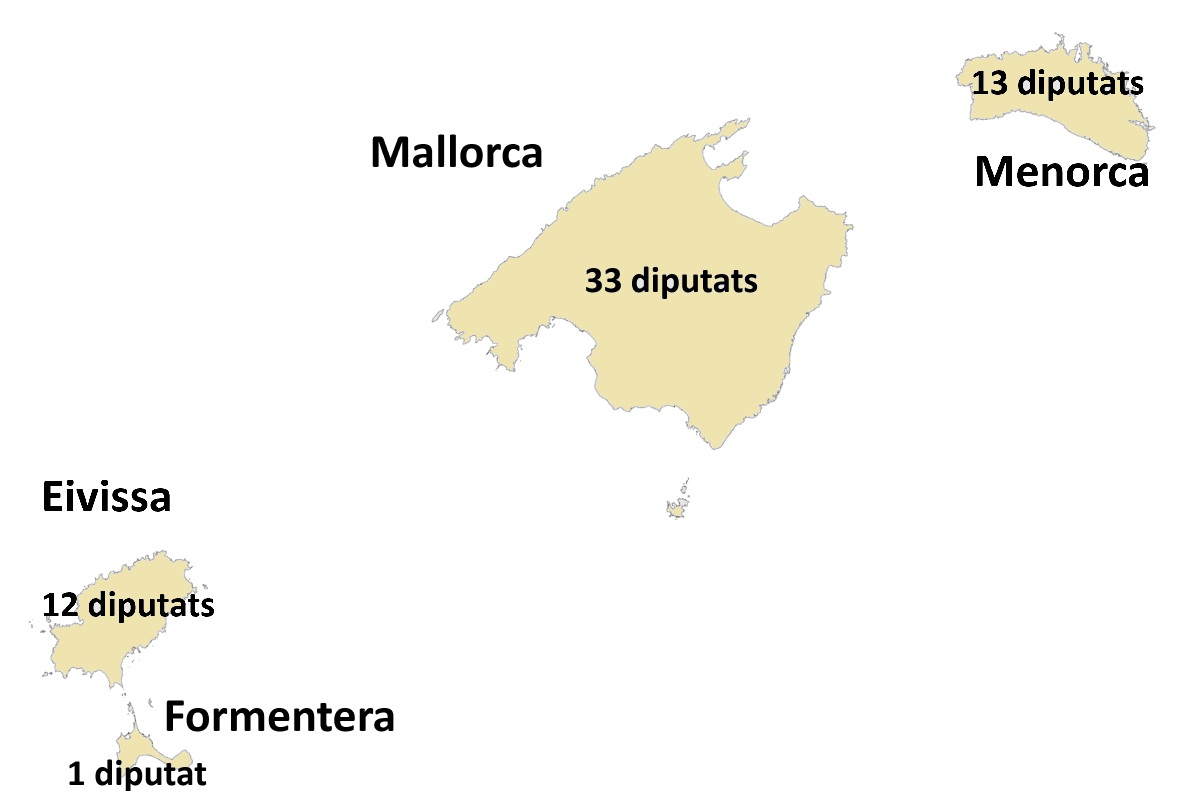
Representació de cada illa

La Llei 8/1986, de 26 de novembre, en el seu article 12è estableix que el Parlament de les Illes Balears està integrat per 59 Diputats elegits a les quatre circumscripcions insulars, repartits de la següent manera:
- Mallorca: 33 escons
- Menorca: 13 escons
- Eivissa: 12 escons
- Formentera: 1 escó

## XI legislatura
- Partit Socialista de les Illes Balears: 18 escons
- Partit Popular de les Illes Balears: 25 escons
- Vox: 8 escons
- Més per Mallorca: 4 escons
- Més per Menorca: 2 escons
- Unidas-Podemos: 1 escó
- Sa Unió: 1 escó

## X legislatura
- Partit Socialista de les Illes Balears: 19 escons
- Partit Popular de les Illes Balears: 16 escons
- Unidas-Podemos: 6 escons
- C's: 5 escons
- MÉS: 4 escons
- El PI: 3 escons
- Actúa-Vox: 3 escons
- MpM: 2 escons
- GxF+PSOE: 1 escó

## IX legislatura
- Partit Popular de les Illes Balears: 20 escons
- Partit Socialista de les Illes Balears: 14 escons
- Podem: 10 escons
- MÉS: 6 escons
- El PI: 3 escons
- MpM: 3 escons
- C's: 2 escons
- GxF+PSOE: 1 escó

## VIII legislatura
- Partit Popular de les Illes Balears: 35 escons
- Partit Socialista de les Illes Balears: 14 escons
- PSM-IV-ExM: 4 escons
- PSOE-PACTE: 4 escons
- PSM-EN (Menorca): 1 escó
- GxF+PSOE: 1 escó

## VII legislatura
- Partit Popular de les Illes Balears: 28 escons
- Partit Socialista de les Illes Balears: 20 escons
- PSM-EN, EU-EV, Esquerra:Bloc per Mallorca i PSM-Verds: 5 escons

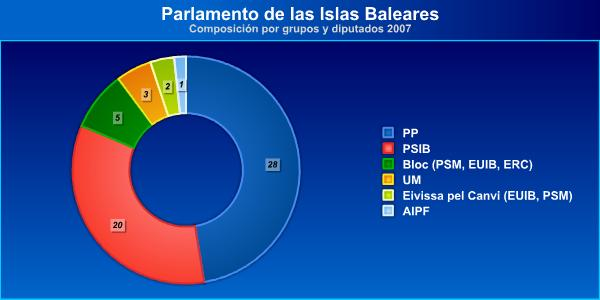
Resultats de 2007

- Unió Mallorquina: 3 escons
- Eivissa pel Canvi: 2 escons
- AIPF: 1 escó

## VI legislatura
- Partit Popular de les Illes Balears: 29 escons
- Partit Socialista de les Illes Balears: 19 escons
- PSM-EN: 4 escons
- EU-Els Verds de Mallorca: 3 escons
- Unió Mallorquina: 3 escons
- AIPF: 1 escó

## V legislatura
- PP: 28 escons
- PSIB: 13 escons
- PPE: 6 escons
- PSM-EN: 5 escons
- UM: 3 escons
- EU-Els Verds (Mallorca): 2 escons
- PSM (Menorca): 1
- Esquerra de Menorca: 1 escó
- COP: 1 escó

## IV legislatura
- PP: 30 escons
- PSIB: 16 escons
- PSM: 5 escons
- UM: 2 escons
- EU: 2 escons
- PSM (Menorca): 1 escó
- Esquerra de Menorca: 1 escó
- Els Verds (Eivissa): 1 escó
- APIF: 1 escó

## III legislatura
- PP-UM: 31 escons
- PSIB: 21 escons
- EEM: 2 escons
- PSM-NM: 3 escons
- UIM: 1 escó
- FIEF: 1 escó

## II legislatura
- AP-PL: 25 escons
- FSB-PSOE: 21 escons
- CDS: 5 escons
- UM: 4 escons
- PSM-EN: 2 escons
- EEM: 2 escons

## Primera legislatura
| Partit                        | %    | Diputats |
| Coalició Popular              | 35,1 | 21       |
| Federació Socialista Balear   | 34,7 | 21       |
| Unió Mallorquina              | 15,2 | 6        |
| Partit Socialista de Mallorca | 6,6  | 4        |
| Esquerra Unida                | 2,5  | 0        |

## Llista de Presidents
| #                                                                          | Legislatura | Nom                  | Nom                              | Inici mandat           | Fi mandat              | Partit polític | Partit polític                                        |
| -------------------------------------------------------------------------- | ----------- | -------------------- | -------------------------------- | ---------------------- | ---------------------- | -------------- | ----------------------------------------------------- |
| Assemblea de Parlamentaris de les Illes Balears (institució preautonòmica) |             |                      |                                  |                        |                        |                |                                                       |
| -                                                                          | -           |                      | Jeroni Albertí i Picornell       | 30 de juliol de 1977   | 24 de juliol de 1978   |                | Unió de Centre Democràtic                             |
| Consell General Interinsular (institució preautonòmica)                    |             |                      |                                  |                        |                        |                |                                                       |
| -                                                                          | -           |                      | Jeroni Albertí i Picornell       | 24 de juliol de 1978   | 27 de setembre de 1982 |                | Unió de Centre Democràtic                             |
| -                                                                          | -           | Francesc Tutzó       | Francesc Tutzó Bennàssar         | 27 de setembre de 1982 | 7 de juny de 1983      |                | Unió de Centre Democràtic                             |
| Parlament de les Illes Balears                                             |             |                      |                                  |                        |                        |                |                                                       |
| 1                                                                          | I           |                      | Antoni Cirerol Thomàs            | 31 de maig de 1983     | 3 de juliol de 1987    |                | Aliança Popular/Partit Demòcrata Liberal/Unió Liberal |
| 2                                                                          | II          |                      | Jeroni Albertí i Picornell       | 3 de juliol de 1987    | 19 de juny de 1991     |                | Unió Mallorquina                                      |
| 3                                                                          | III         |                      | Cristòfol Soler Cladera          | 19 de juny de 1991     | 25 d'agost de 1995     |                | Partit Popular de les Illes Balears                   |
| 3                                                                          | IV          |                      | Cristòfol Soler Cladera          | 19 de juny de 1991     | 25 d'agost de 1995     |                | Partit Popular de les Illes Balears                   |
| 4                                                                          |             | Joan Huguet i Rotger | 25 d'agost de 1995               | 12 de juliol de 1999   |                        |                | Partit Popular de les Illes Balears                   |
| 5                                                                          | V           |                      | Antoni Josep Diéguez Seguí       | 12 de juliol de 1999   | 31 de juliol de 1999   |                | Partit Socialista de les Illes Balears                |
| 6                                                                          | V           |                      | Maximilià Morales Gómez          | 31 de juliol de 1999   | 19 de juny de 2003     |                | Unió Mallorquina                                      |
| 7                                                                          | VI          |                      | Pere Rotger Llabrés              | 19 de juny de 2003     | 26 de juny de 2007     |                | Partit Popular de les Illes Balears                   |
| 8                                                                          | VII         |                      | Maria Antònia Munar i Riutort    | 26 de juny de 2007     | 9 de març de 2010      |                | Unió Mallorquina                                      |
| 9                                                                          | VII         |                      | Aina Rado i Ferrando             | 9 de març de 2010      | 7 de juny de 2011      |                | Partit Socialista de les Illes Balears                |
| 10                                                                         | VIII        |                      | Pere Rotger Llabrés              | 7 de juny de 2011      | 11 de desembre de 2012 |                | Partit Popular de les Illes Balears                   |
| 11                                                                         | VIII        |                      | Margalida Duran Cladera          | 18 de desembre de 2012 | 18 de juny de 2015     |                | Partit Popular de les Illes Balears                   |
| 12                                                                         | IX          |                      | María Consuelo Huertas Calatayud | 18 de juny de 2015     | 25 de gener de 2017    |                | Podem                                                 |
| 13                                                                         | IX          |                      | Baltasar Picornell Lladó         | 14 de febrer de 2017   | 20 de juny de 2019     |                | Podem                                                 |
| 14                                                                         | X           |                      | Vicenç Thomàs Mulet              | 20 de juny de 2019     | 20 de juny de 2023     |                | Partit Socialista de les Illes Balears                |
| 15                                                                         | XI          |                      | Gabriel Le Senne                 | 20 de juny de 2023     | en el càrrec           |                | Vox                                                   |